# RS-520
Pour les articles homonymes, voir Route 520.
RS 520 est une route locale du Nord-Ouest de l'État du Rio Grande do Sul qui relie la municipalité d'Alegria à la RS-571, sur le territoire de la commune de Chiapetta. Elle dessert Alegria, Inhacorá et Chiapeta, et est longue de 17 km.